# Elaeognatha troctopera
Elaeognatha troctopera är en fjärilsart som beskrevs av William Schaus 1910. Elaeognatha troctopera ingår i släktet Elaeognatha och familjen trågspinnare. Inga underarter finns listade i Catalogue of Life.